# مقاطعة فان بورين (آيوا)
مقاطعة فان بورين (بالإنجليزية: Van Buren County)‏ هي إحدى مقاطعات ولاية آيوا في الولايات المتحدة الأمريكية.

## أعلام
- فرانك ر. بيكر